# Rajd na obwód biełgorodzki

Biało-niebiesko-biała flaga

Rajd na obwód biełgorodzki – operacja Rosyjskiego Korpusu Ochotniczego i Legionu Wolność Rosji walczących po stronie ukraińskiej na należącym do Rosji terytorium obwodu biełgorodzkiego, mający miejsce w maju 2023 podczas rosyjskiej inwazji na Ukrainę.

## Przebieg
22 maja Legion Wolność Rosji i Rosyjski Korpus Ochotniczy przekroczyły granicę z Rosją, atakując posterunki graniczne w rosyjskim obwodzie biełgorodzkim i wdając się w zacięte walki, zwłaszcza w pobliżu wsi Dronowka i Kozinka. Antyputinowskie formacje podały, że zdobyły wsie Kozinka i Gora-Podoł, tocząc ciężkie walki w kierunku miasteczka Grajworon i podejmując szturm tej miejscowości w godzinach popołudniowych. Siły te dysponowały dwoma czołgami, transporterem opancerzonym i dziewięcioma innymi pojazdami opancerzonymi.
Siły rebeliantów zajęły ok. 20 miejscowości, na obszarze rozciągającym się ok. 20 km w głąb terytorium obwodu. Siły powstańcze dotarły do miasta Gołowczino. W tym czasie ukraińskie lotnictwo zniszczyło most na Worskli w Grajworonie, odcinając połączenie z obwodem kurskim. Akcja dywersyjna na terytorium rosyjskim zaskoczyła rosyjską armię i spowodowała przesunięcie części wojsk z linii frontu na zagrożony obszar.
W odpowiedzi gubernator obwodu biełgorodzkiego Wiaczesław Gładkow ogłosił na terenie obwodu reżim operacji antyterrorystycznej. W związku z powyższym ewakuowano mieszkańców z dziewięciu miejscowości, w tym Grajworonu, a następnie ogłoszono powszechną ewakuację. Wielu mieszkańców zaczęło w pośpiechu wyjeżdżać na własną rękę.
W ciągu nocy z 22 na 23 maja rosyjskie służby bezpieczeństwa nadal prowadziły operację odzyskiwania terytorium z rąk partyzantów, w tym czasie doszło do ataku na budynki Federalnej Służby Bezpieczeństwa i departamentu Ministerstwa Spraw Wewnętrznych w Biełgorodzie. Według ukraińskiego wywiadu, w związku z walkami w obwodzie biełgorodzkim, Rosja ewakuowała broń jądrową magazynowaną w regionie Biełgorodu.
Dokładna liczba zabitych i rannych nie została potwierdzona, przy czym Rosjanie określili liczbę poszkodowanych cywilów jako jedną osobę zmarłą i 8 rannych. Rosja oskarżyła o atak na obwód biełgorodzki Ukrainę, jednak jej władze wyparły się odpowiedzialności za operację, podkreślając, że nie są zaangażowane w działania zbrojne w obwodzie, a biorący w niej udział bojownicy składają się wyłącznie z obywateli Rosji, gdyż jest to sprawa wewnętrzna Rosji. Doradca prezydenta Ukrainy Mychajło Podolak dodatkowo stwierdził, że czołgi są sprzedawane w każdym rosyjskim sklepie wojskowym, parafrazując ironicznie słowa wypowiedziane w kontekście aneksji Krymu w 2014 przez Putina, że mundur rosyjskiego żołnierza „można kupić w każdym sklepie”.
W ocenie rosyjskich komentatorów operacja została uznana za oznaki spodziewanej ofensywy ukraińskiej na innych frontach.
23 maja rosyjskie Ministerstwo Obrony poinformowało, że pokonało przeciwnika.
W nocy z 23 na 24 maja zaczęły wyszły na jaw fotografie sugerujące, że partyzanci pojawili się w obwodzie kurskim, m.in. w miejscowości Gogolewka przy granicy z ukraińskim obwodem sumskim.

## Skutki
Rajd na obwód biełgorodzki miał niewielkie znaczenie militarne, a jego celem było zdobycie psychologicznej przewagi w konflikcie. Operacja była na bieżąco relacjonowana w mediach społecznościowych przez samych bojowników, pokazywano tablice z nazwami miejscowości, obiekty wojskowe, zakłady remontowe i zdobyczny sprzęt. Powstańcy zdobyli podczas rajdu m.in. transportery kołowe i gąsienicowe, a także najnowszy system walki radioelektronicznej R-330Ż Żytiel.
Operację przygotowano pod względem propagandowym, m.in. bojownicy ogłosili, że wejście na teren obwodu zostało przeprowadzone na prośbę mieszkańców obwodu, aby bronić cywili przed rosyjską armią, która niedawno zbombardowała Biełgorod.
Pojawiły się też liczne nagrania publikowane przez mieszkańców obwodu, co pogłębiało panikę. Rząd centralny Rosji oficjalnie zareagował dopiero kilka godzin po władzach lokalnych, pogłębiając chaos.

## Spory co do zakończenia rajdu
Według strony putinowskiej, siły RKO i Legionu Wolność Rosji wycofały się 24 maja. 25 maja na kanale telegramowym RKO pojawił się post, ogłaszający ponowne wyzwolenie utraconych wcześniej terenów. RKO następnie zaprzeczył, aby kiedykolwiek wycofywał się na Ukrainę.